# La Sarre
La Sarre – miasto w Kanadzie, w prowincji Quebec, w regionie Abitibi-Témiscamingue i MRC Abitibi-Ouest. Jest stolicą i największym miastem w Abitibi-Ouest.
Liczba mieszkańców La Sarre wynosi 7 336. Język francuski jest językiem ojczystym dla 98,4%, angielski dla 0,7% mieszkańców (2006).